# Hockey su pista nel 1910-1919

## Contesto storico

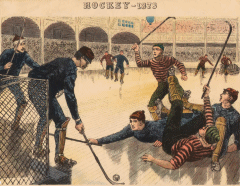
Locandina di una partita di fine '800 giocata in Inghilterra

Le origini dell'Hockey Pista vanno ricercate in Inghilterra, dove, alla fine del XIX secolo, Edward Crawford, dopo un viaggio a Chicago, portò in Europa 
una nuova pratica sportiva denominata rink hockey, un adattamento dell'hockey su ghiaccio alle piste in legno, che in quegli anni iniziavano a proliferare in Europa occidentale, dove il pattino a rotelle aveva abbastanza seguaci, soprattutto in Inghilterra, Francia e Germania.
Proprio in Inghilterra si terranno le prime manifestazioni organizzate già nei rimi anni del '900 (Crystal Palace Challenge Cup, London Cup) dopo che nel 1905 era nata la Amateur Hockey Association. Le culle della neonata specialità erano le città di Herne Bay, Manchester, Wembley e Londra. Successivamente l'hockey su pista si diffuse anche in altri paesi quali la Svizzera, la Francia, la Germania e il Belgio dove venivano organizzate le prime gare ed i primi tornei strutturati. Da segnalare che nel 1911 si tenne la prima edizione del campionato francese di hockey su pista vinto dalla squadra di Orléans.
La prima notizia di un match tra rappresentative di paesi diversi è del 1910, anno in cui il Royal Rink Hockey Club di Bruxelles vinceva contro il Centaur Roller Club di Parigi per 3-0 e 3-1 e in cui la stessa squadra batteva il Metropolitan Club di Parigi per 2-0.

## 1911
- Campionato francese:  Orléans
- Incontri amichevoli tra nazionali: nel 1911 venne disputato a Dublino il primo incontro amichevole tra due selezioni nazionali di cui si ha notizia. Ad affrontarsi furono l'Inghilterra, vincitrice dell'incontro, e l'Irlanda.

| Dublino 1911 | Irlanda | 2 – 7 | Inghilterra |  |

## 1912
- Campionato francese:  Tourcoing
- Incontri amichevoli tra nazionali: nel 1912 è l'Irlanda che rende visita all'Inghilterra nella rivincita della gara dell'anno precedente.

| Londra 1912 | Inghilterra | 6 – 1 | Irlanda |  |

## 1913
- Campionato francese:  Tourcoing

## 1914
- Campionato francese:  Paris

## 1919
- Campionato francese:  Paris